# Okręg wyborczy nr 50 do Sejmu Polskiej Rzeczypospolitej Ludowej (1989–1991)
Okręg wyborczy nr 50 do Sejmu Polskiej Rzeczypospolitej Ludowej (1989–1991) obejmował Kraków-Podgórze i Kraków-Krowodrza oraz gminy Mogilany, Myślenice, Pcim, Skawina, Sułkowice i Tokarnia (województwo krakowskie). W ówczesnym kształcie został utworzony w 1989. Wybieranych było w nim 5 posłów w systemie większościowym.
Siedzibą okręgowej komisji wyborczej był Kraków-Podgórze.

## Wybory parlamentarne 1989

### Mandat nr 196 –Polska Zjednoczona Partia Robotnicza
| Kandydat | I tura | I tura | II tura | II tura |
| Kandydat | Głosów | %      | Głosów  | %       |
| --- | ------ | ------ | ------- | ------- |
| Kazimierz Kotwica                                                                                              | 29 427 | 13,90  | 21 977  | 30,88   |
| Ryszard Zieliński                                                                                              | 26 605 | 12,57  | 36 092  | 50,71   |
| Józefa Żukiewicz                                                                                               | 16 749 | 7,91   | –       | –       |
| Liczba głosów ważnych: 211 710 (I tura) • 71 172 (II tura) Źródło: Państwowa Komisja Wyborcza I tura i II tura |        |        |         |         |

### Mandat nr 197 –Polska Zjednoczona Partia Robotnicza
| Kandydat | I tura | I tura | II tura | II tura |
| Kandydat | Głosów | %      | Głosów  | %       |
| --- | ------ | ------ | ------- | ------- |
| Józef Gajewicz                                                                                                 | 45 145 | 21,17  | 28 420  | 39,83   |
| Andrzej Latosiński                                                                                             | 15 493 | 7,27   | 28 206  | 39,53   |
| Władysław Matlak                                                                                               | 13 500 | 6,33   | –       | –       |
| Liczba głosów ważnych: 213 241 (I tura) • 71 360 (II tura) Źródło: Państwowa Komisja Wyborcza I tura i II tura |        |        |         |         |

### Mandat nr 198 –Stronnictwo Demokratyczne
| Kandydat | I tura | I tura | II tura | II tura |
| Kandydat | Głosów | %      | Głosów  | %       |
| --- | ------ | ------ | ------- | ------- |
| Jan Janowski                                                                                                   | 49 904 | 23,57  | 41 842  | 58,76   |
| Andrzej Kuciel                                                                                                 | 13 882 | 6,56   | 15 829  | 22,23   |
| Włodzimierz Wykurz                                                                                             | 10 981 | 5,19   | –       | –       |
| Liczba głosów ważnych: 211 717 (I tura) • 71 211 (II tura) Źródło: Państwowa Komisja Wyborcza I tura i II tura |        |        |         |         |

### Mandat nr 199 – bezpartyjny
| Kandydat                                                          | Głosów  | %     |
| ----------------------------------------------------------------- | ------- | ----- |
| Józefa Hennel                                                     | 173 795 | 81,58 |
| Henryk Cyganik                                                    | 18 012  | 8,46  |
| Stanisława Barcz                                                  | 6392    | 3,00  |
| Kazimierz Koterba                                                 | 5262    | 2,47  |
| Liczba głosów ważnych: 213 039 Źródło: Państwowa Komisja Wyborcza |         |       |

### Mandat nr 200 – bezpartyjny
| Kandydat                                                          | Głosów  | %     |
| ----------------------------------------------------------------- | ------- | ----- |
| Jan Rokita                                                        | 154 616 | 76,22 |
| Robert Moczulski                                                  | 20 618  | 10,16 |
| Jacek Majchrowski                                                 | 10 171  | 5,01  |
| Józef Ślęzak                                                      | 4826    | 2,38  |
| Stanisław Staszewski                                              | 2976    | 1,47  |
| Ignacy Szczyrbak                                                  | 1851    | 0,91  |
| Liczba głosów ważnych: 202 869 Źródło: Państwowa Komisja Wyborcza |         |       |